# Waleed Al-Husseini
Waleed Al-Husseini (arabo: وليد الحسيني) (Qalqilya, 25 giugno 1989) è un saggista e scrittore palestinese ateo, scienziato politico e fondatore del Consiglio degli Ex-musulmani di Francia. Ha guadagnato notorietà internazionale nel 2010, quando è stato arrestato, imprigionato e torturato a causa degli articoli che ha pubblicato, critici nei confronti dell'Islam.
Critico e dissidente, è oggetto di polemiche e minacce. È uno dei cyber-attivisti più pubblicizzati del mondo arabo e ora vive in Francia, dove cercò rifugio e dove si posizionò come difensore dei suoi valori repubblicani e del secolarismo.
È l'autore di un'autobiografia Blasfemo! Le prigioni di Allah.

## Biografia
Nell'ottobre 2010 venne arrestato dall'autorità Palestinese per presunta blasfemia contro l'Islam su Facebook; il suo arresto attirò l'attenzione internazionale.
In seguito fuggì in Francia, dove fece domanda di asilo con successo. Nel 2013 fondò il Consiglio degli ex-musulmani di Francia e nel 2015 scrisse il libro autobiografico Blasfemo! Le prigioni di Allah.

## Arresto e reclusione
Per diversi mesi, Al-Husseini frequenta un cyber café a Qalqilyah. Il proprietario locale, Ahmed Abu Asab, trova le sue attività sospette: "A volte era lì fino a dopo mezzanotte, più di otto ore di fila, ancora seduto in un angolo. Era molto riservato. Non ha mai voluto che guardassimo il suo schermo. Usando software di sorveglianza, Abu Asab scopre gli scritti "sacrileghi" di Al-Husseini. Abu Asab dice che lui e altri tre amici sapevano cosa stava facendo Al-Husseini e che "forse qualcuno" avrebbe informato le autorità.
Una volta che l'Autorità Palestinese è stata notificata, i suoi funzionari lo seguono per diverse settimane. Il 31 ottobre 2010, Al-Husseni viene arrestato mentre si trova nel cyber café. Nel novembre 2010, l'agenzia di stampa Ma'an News Agency ha riferito la prima volta l'arresto del "blogger controverso i cui post di Facebook fanno infuriare alcuni musulmani".
La sicurezza dell'Autorità palestinese non fornisce spiegazioni ad Al-Husseini quando è stato arrestato. Secondo un esperto palestinese per i diritti umani, se Al-Husseini sarà accusato, sarà accusato in conformità con una legge giordana del 1960 contro la diffamazione della religione ancora in vigore in Cisgiordania. Tayseer Tamimi, ex giudice capo islamico della regione, afferma che al-Husseini è la prima persona arrestata in Cisgiordania per le sue convinzioni religiose.
Nel dicembre 2010, una fonte della sicurezza palestinese ha detto che Al-Husseini continuerà a rimanere in carcere per la sua stessa protezione: "È impossibile liberarlo perché ha paura che la sua stessa famiglia lo uccida. "
Human Rights Watch chiede all'Autorità palestinese di accusarlo o rilasciarlo, ricordando che tenerlo sotto custodia per oltre 72 ore viola le leggi palestinesi.
Dopo dieci mesi di reclusione, Al-Husseini viene rilasciato su cauzione, ma a volte viene arrestato e poi trattenuto dalla Sicurezza diversi giorni ogni volta. È torturato durante uno di questi casi di custodia della polizia. Anche i funzionari della sicurezza dell'Autorità palestinese hanno distrutto i suoi due computer e gli hanno ordinato di smettere di pubblicare le sue opinioni su Internet.
Nella sua autobiografia Blasphemator !, Al-Husseini spiega che, temendo per la sua sicurezza a causa di reazioni negative a se stesso, si congedò dalla sua famiglia (che, a suo parere, non capiva il suo ateismo, ma lo sosteneva ancora come loro figlio) e andò in Giordania, dove cercò asilo presso l'ambasciata francese. Dice di essere stato condannato a sette anni e mezzo di carcere in sua assenza.
Ora vivendo in Francia, fondò il Consiglio degli Ex-musulmani di Francia, ispirato al Consiglio degli Ex-musulmani della Gran Bretagna e degli ex musulmani del Nord America, e scrisse un libro sulle sue esperienze pubblicate poco dopo il attacchi terroristici di gennaio 2015 a Parigi. I suoi articoli appaiono su riviste e giornali francesi ed è stato invitato a parlare in televisione. Egli chiede in particolare la difesa dei principi della laicità e il diritto di poter criticare la religione fondamentalista, incluso il diritto di discutere liberamente di testi religiosi, che secondo lui alcuni versi sono usati dagli estremisti per giustificare le loro azioni.

## Creazione della CEMF (Consiglio degli ex musulmani di Francia)
Il 6 luglio 2013, Waleed Al-Husseini e una trentina di altri ex-musulmani hanno fondato il Consiglio degli ex musulmani in Francia, ispirato da iniziative analoghe, in particolare in Gran Bretagna nel 2007 (al Council of Ex-Muslims of Britain). ), in Germania nel 2007 ((fr) Zentralrat der Ex-muslime) e negli Stati Uniti nel 2013 ((in) Ex-musulmani del Nord America).
Questo consiglio è presentato come "composto da atei, liberi pensatori, umanisti ed ex musulmani che prendono posizione per incoraggiare la ragione, i diritti universali e il secolarismo. Si oppone a "ogni discriminazione e ogni maltrattamento" che giustifichi il "rispetto per la religione", richiede "la libertà di criticare le religioni" e "il divieto di usi, regole, cerimonie o attività religiose che sono incompatibile con o violare i diritti e le libertà dei popoli. Afferma anche "il divieto di qualsiasi usanza culturale o religiosa che ostacola o si oppone all'autonomia, alla volontà e all'uguaglianza delle donne. Il CMS condanna "qualsiasi interferenza da parte di qualsiasi autorità, famiglia o genitore o dalle autorità ufficiali, nelle vite private di donne e uomini e nelle loro relazioni personali e emotive e sessuali".